# Slalom
Slalom se odnosi na takvo sportsko natjecanje u kojem natjecatelji u želji da najbrže prođu zadanu stazu, prolaze označeni put između oznaka poznatijim pod nazivom vrata.
Ako ne prođu zadanu stazu na propisan način, tada bivaju diskvalificirani, odnosno njihovom vremenu prolaska staze, pribraja se dodatno vrijeme kao kazna.
Riječ slalom je izvedena iz norveškog slalåm: sla označuje strmu nizbrdicu, a låm označuje trag u snijegu (što bi značilo da je prvi put upotrebljena riječ slalom na skijaškim natjecanjima).
Najčešće se slalom odnosi na skijanje, kajak i kanu na divljim vodama, skijanje na vodi, itd.

## Slalom u alpskom skijanju
Slalom zajedno s veleslalomom spada u tehničke discipline alpskog skijanja, za razliku od brzih disciplina u koje spadaju super-veleslalom i spust. Riječ je o najsporijoj ali tehnički vrlo zahtjevnoj disciplini.
Prema trenutno važećim pravilima, natjecanja u slalomu se odvijaju u dvije vožnje, od kojih svaka traje otprilike 50-60 sekundi, ovisno o stazi, konfiguraciji terena, vremenskim prilikama i vještini skijaša. Prema važećim standardima staza je u slalomu označena vratima. Vrata se sastoje od dva štapa označena zastavicama u boji, naizmjenično crvenom i plavom bojom. Skijaš je ispravno prošao vrata ako su s prave strane zastavice (odnosno između dvije zastavice koje formiraju vrata) prošla oba vrha skija te obje noge skijaša.
Međunarodna skijaška federacija detaljno propisuje sve parametre staze, te je tako u slalomu propisan raspon visinske razlike od starta do cilja (140-220 metara), širina pojedinih vrata (4-6 metara), razmak između dvaju susjednih vrata (0,75-15 metara), ukupan broj vrata na stazi (55-75), broj natjecatelja koji se kvalificira za drugu vožnju (30 najbržih iz prve vožnje) te brojni drugi detalji. Sve navedene mjere se odnose na muški slalom, a postoje i pravila za ženski slalom, natjecanja mlađih dobnih kategorija i sl.